# Melithaea kuea
Melithaea kuea is een zachte koraalsoort uit de familie Melithaeidae. De koraalsoort komt uit het geslacht Melithaea. Melithaea kuea werd in 1999 voor het eerst wetenschappelijk beschreven door Grasshoff. 